# Big five személyiségmodell

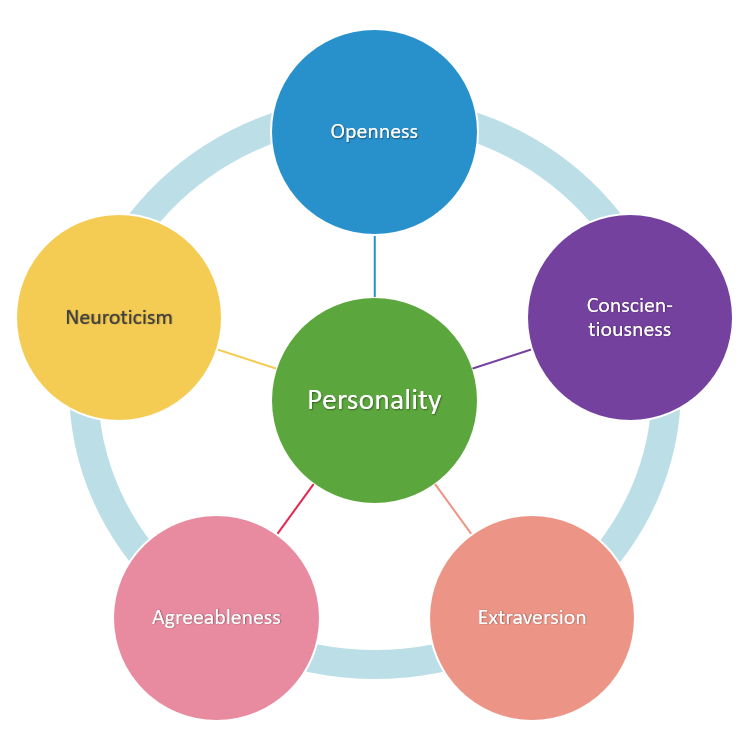
A "nagy öt" személyiség, lemodellezve

A Big Five a személyiségpszichológia egyik legfontosabb személyiségmodellje. Az elméletcsoportnak a lényege, hogy a különböző személyiségjellemzők faktoranalitikus rendezése szerint öt faktorcsoportba sorolhatóak. Számos neves pszichológus foglalkozott ezzel a témával, és éppen ezért az öt faktornak több elnevezése is van, és tartalmuk máig vitatott. Amiben a legtöbben egyetértenek, hogy van néhány nagy jelentőségű tulajdonság-együttes, amit alapvető diszpozícióként, azaz személyiségvonásként (trait) értelmezhetünk. A Big Five személyiségtaxonómiát az 1950-es években Warren Norman hozta be a köztudatba, amiért „Norman's Big Five”-ként is szerepel sok helyen. A Big Five öt személyiségvonása: Extraverzió, Barátságosság, Lelkiismeretesség, Érzelmi stabilitás, Kultúra/Intellektus. A Big Five-ot több nyelven is sikerült reprodukálni, többek között angolul, németül és hollandul, illetve több nyelven részben (általában az utolsó faktor vitatottsága miatt), mint például magyarul, olaszul és lengyelül.

## Az öt személyiségvonás

### Extraverzió
Az Extraverzió faktorának értelmezése szintén vitatott, valakik szerint az impulzusok szabad kifejezése, magabiztosság, ugyanakkor mások szerint meg dominancia vagy boldogság jellemzi legjobban a faktort, illetve általában a szociabilitást, társaságkedvelést is beleveszik. Fontos megjegyezni, hogy az Extraverzió Big Five faktornak nem az introverzió az ellenpólusa.
Dimenzió egyik végén álló személy: pozitív érzelmi beállítottságú, asszertív, társaságkedvelő.
Dimenzió másik végén álló személy: csendes,visszahúzódó,inkább tartózkodó, mint barátságtalan, szeret egyedül lenni.

### Barátságosság
A Barátságosság faktorát általában a kapcsolatok fenntartásának képességeként szokták emlegetni. Egyesek szerint hozzátartozik egyfajta engedelmes szolgálatkészség, gondoskodás és érzelmi támogatás is, ami megköveteli a negatív érzések legátlását. A dimenzió másik végén a kellemetlenkedés, az előbbiekkel szemben álló, illetve ellentétes tulajdonságokra utal, ami egészen az ellenségességig elmehet.
Dimenzió két végén álló személyek jellemzői: 
- barátságos – barátságtalan
- meleg – hideg
- kedves – nyers
- udvarias – udvariatlan
- jó természetű – ingerlékeny

### Lelkiismeretesség
A Lelkiismeretesség faktor elnevezése közel sem fed le minden tulajdonságot, ami ebbe a kategóriába beleesik, hiszen ebbe a faktorba tartozik többek között a tervezés, kitartás, célokért való küzdelem, felelősséggel való viszony. Éppen ezért sokan Akarat, Beszabályozottság, illetve Felelősségként neveznék ezt a faktort.
Dimenzió két végén álló személyek jellemzői
- óvatos – meggondolatlan
- komoly – frivol
- alapos – felületes
- szorgalmas – lusta
- felelősségteljes – felelőtlen

### Érzelmi stabilitás
Ennek a faktornak is több elnevezése forog a köztudatban, sokan Emocionalitás vagy Neuroticizmusként emlegetik. Egyébiránt az ebbe beletartozó személyiségjegyek listája és jellemzése között van a legnagyobb egyetértés a pszichológusok között. A szorongásélmény-kiegyensúlyozottság a faktor talán leglényegesebb ellentétpárja, de maga az „Érzelmi stabilitás” elnevezés sokat letakar magából a faktorból.
Dimenzió egyik végén álló személy: érzelmileg kiegyensúlyozott, képes a stresszkeltő helyzetekkel higgadtan szembenézni.
Dimenzió másik végén álló személy: hajlamos az irreális gondolkodásra, alacsony önértékelés, szomatikus tünetektől szenvedhet, kevésbé tudja impulzusait kontrollálni.

### Kultúra/Intellektus
A Big Five ötödik faktora a legvitatottabb az összes között, részben a különböző mérőmódszerek miatt. Sokan kifogásolták, hogy a faktorban intelligenciamutatók is szerepelnek, ezért a Kultúra helyett az Intellektus elnevezés is bevett. Szintén népszerű elnevezés a Nyitottság is, ami nem egyszerűen az intelligenciaszintre utal, hanem az élmények, tapasztalatok iránti nyitottságra utal. Ez a faktor egyébiránt, ami miatt több nyelven csak részben sikerült reprodukálni a Big Five-ot.[forrás?]
- intellektus (képzeletgazdagságot méri, a logikus gondolkodást nem): felfogás, értelmesség, verbalitás, originalitás
- tapasztalatok iránti nyitottság (Costa és McCrae, 1985): 
  - fantáziadús – fantáziátlan
  - intellektuális – ösztönös
  - kifinomult – durva
  - kíváncsi – érdektelen
  - kreatív – nem kreatív